# Stadion Daegu
Stadion Daegu, Daegu Stadium do marca 2008 Daegu World Cup Stadium – wielofunkcyjny stadion położony w koreańskim mieście Daegu. Spotkania domowe rozgrywa na nim klub K-League, Daegu FC.
Stadion został otwarty w 2001 roku i posiada 65 754 miejsc siedzących. W 2002 rozegrane zostały na nim cztery mecze piłkarskich mistrzostw świata:
- 6 czerwca:  Dania 1 : 1 Senegal
- 8 czerwca:  Słowenia 0 : 1 RPA
- 10 czerwca:  Korea Płd. 1 : 1 USA

Mecz o trzecie miejsce:
- 29 czerwca:  Korea Płd. 2 : 3 Turcja

Rok po mistrzostwach piłkarskich w Daegu odbyła się uniwersjada. Stadion w roku 2011 gościł lekkoatletyczne mistrzostwa świata – w związku z tym w końcu 2010 obiekt wyposażono w nową niebieską bieżnię.